# Kleive
Kleive este o localitate din comuna Molde, provincia Møre og Romsdal, Norvegia, cu o suprafață de 0,5 km² și o populație de 470 locuitori (2013).